# Comté de Wadena
Le comté de Wadena est situé dans l’État du Minnesota, aux États-Unis. Il comptait 13 713 habitants en 2000. Son siège est Wadena.

## Géographie
Le comté est traversé par la rivière Crow Wing.